# Lenguas papúes orientales

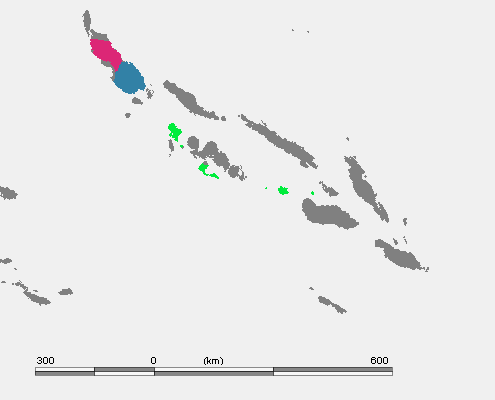
lenguas no austronesias, previamente consideras como parte del grupo papú oriental, según la revisión de Ross (2005).

Las lenguas papúes orientales, también llamado filum papúa oriental, es un grupo de lenguas papúes hablado en las islas al este de Nueva Guinea, incluyendo Nueva Bretaña, Nueva Irlanda, Bougainville, las islas Salomón y las islas Santa Cruz.
Las lenguas papúes orientales fueron propuestas como phylum por el lingüista S. Wurm (1975) y otros. Inicialmente se sugirió que las lenguas forman una familia de lenguas, pero trabajos recientes han puesto en duda si todas las lenguas papúes orientales están relacionadas genéticamente. Los subgrupos identificados por lingüistas podrían representar familias distintas, como sucede en la clasificación de Ross (2005). Incluso una de los subgrupos (el grupo de las islas Reef y Santa Cruz, ha sido reclasificado fuera de las lenguas papúes dentro de la familia austronesia.

## Clasificación
Algunas de las lenguas de este filo lingüístico tal como fue propuesto por S. Wurm:
- Lenguas de Bougainville
  - Lenguas de Bougainville oriental (todas habladas en Bougainville)
    - Idioma buin
    - Idioma motuna o idioma siwai
    - Idioma uisai
    - Idioma koromira
    - Idioma lantanai
    - Idioma naasioi
    - Idioma nagovisi
    - Idioma oune
    - Idioma simeku

  - Lenguas de Bougainville occidental (todas habladas en Bougainville)
    - Idioma keriaka
    - Idioma konua o idioma rapoisi
    - Idioma rotokas
    - Idioma eivo
- Lenguas de las islas Reef y Santa Cruz
  - Idioma de Santa Cruz (hablado en las islas Santa Cruz y el este de las islas Salomón)
  - Idioma nanggu (hablado en las islas Santa Cruz)
  - Idioma ayiwo (hablado en las islas Santa Cruz)
- Lenguas Yele-Salomón-Nueva Bretaña
  - Lenguas Nueva Bretaña
    - Idioma anem (hablado en Nueva Bretaña)
    - Idioma qauet (hablado en Nueva Bretaña)
    - Idioma kairak (hablado en Nueva Bretaña)
    - Idioma mali (hablado en Nueva Bretaña)
    - Idioma simbali (hablado en Nueva Bretaña)
    - Idioma taulil (hablado en Nueva Bretaña)
    - Idioma butam (hablado en Nueva Bretaña)
    - Idioma ura (hablado en Nueva Bretaña)
    - Idioma malkolkol (hablado en Nueva Bretaña)
    - Idioma kol (hablado en Nueva Bretaña)
    - Idioma kuot (hablado en Nueva Irlanda)
    - Idioma sulka (hablado en Nueva Bretaña)
    - Idioma pele-ata (hablado en Nueva Bretaña)

  - Lenguas Yele-Salomón
    - Idioma bilua (hablado en la isla de Vella LaVella en las islas Salomón)
    - Idioma baniata (hablado en la isla de South Rendova en las islas Salomón)
    - Idioma lavukaleve (hablado en las islas Russel en las islas Salomón)
    - Idioma savosavo (hablado en la isla de Savo en las islas Salomón)
    - Idioma dororo (hablado en Nueva Georgia, en las islas Salomón; extinguido)
    - Idioma guliguli (hablado en Nueva Georgia, en las islas Salomón; extinguido)
    - Idioma kazukuru (hablado en Nueva Georgia, en las islas Salomón; extinguido)
    - Idioma yélî dnye o idioma yeli (hablado en la isla de Rossel en Papúa Nueva-Guinea)

## Comparación léxica
Comparación léxica:
| familia                    | idioma                        | cabeza                          | cabello              | oreja                       | ojo                       | nariz                           | diente                         | lengua              | pierna           | sangre           | hueso                    | piel                           | pecho             |
| -------------------------- | ----------------------------- | ------------------------------- | -------------------- | --------------------------- | ------------------------- | ------------------------------- | ------------------------------ | ------------------- | ---------------- | ---------------- | ------------------------ | ------------------------------ | ----------------- |
| aislada                    | Ata                           |                                 |                      | sangalie                    | iei                       | usine'i                         | anaxu ilaanu (anaxu = 'mouth') | levexe              | tava'a           | sialuxu          | xine                     | vasime'a                       | susu              |
| aislada                    | Anêm                          | og                              | ki                   | gêt                         | ei                        | piŋi                            | lo                             | êlêŋ                | ti 'foot'        | esin             | exe                      | palau                          |                   |
| aislada                    | Kol                           | 'kel.a; kela keřne              | 'komɒ; komɔʔ kalɛane | 'bula; bula kɛřlɛ           | pelnɛl; 'penel            | ta'li:; tali keřne              | 'mire; mi̠řɛ kɛřnɛ              | dal kɛřnɛ; raal     | pe:re            | 'be:la           | 'ti:le                   | tomalu gomo; to'molu           | 'tombo; to̠to la̠nɛ |
| aislada                    | Sulka                         | lpek                            | ngiris               | ngaela                      |                           | vorngap                         |                                |                     |                  | ɨndiɨl           |                          | ptaik                          |                   |
| Baining                    | Mali (Arambum)                | uʷʌski                          | ǥʌsɛŋ                | asdɛmgi                     | saǥoŋ                     | ulɩmgi                          | ǥɛŋ                            | ǥɔbɩnga             | aǥař             | abⁱʌska          | atlɨp                    | ŋᶺndᶺŋ                         | ǥumukʰ            |
| Baining                    | Qaget                         | niŋaǥa; ʌ niŋʌg̶ʌ                | aǥsiŋ; ʌg̶asiŋ        | asⁿdəmgi; sᵊdᵊmki           | ʌ rʌsʌkŋiʌm; saknaǥa      | ǥəřɩmki; ʌ rʌg̶ʌrimgi            | ařkiŋ; ařkingi                 | ǥalbiⁿka; og̶lbinga  | ʌ laiŋyat; ɩlaⁱŋ | ʌg̶ʌřʌkʌ; ǥᵊřᵊka  | lan; sləpki              | ǥət·dinki; ʌrʌgʌtdəŋit         | ǥomʌk; og̶əmək     |
| Baining                    | Ura                           | amʌ niŋʌǥi; auwʌski; ʌmʌ niŋʌǥɩ | aɣʌsɛŋ; kʌsiŋ; kʌsɩŋ | asdʌmgi; dʌsdəmgɩ; dʌsdəmgi | asauɣoŋ; ʌ̂ sʌǥon; ʌ sʌǥoŋ | awʌlyʌmgi; ʌ ǥulimgɩ; ʌ ǥulimgi | atkiŋgi; ʌ ǥʌřʌ; naeyɛŋ; næyɛŋ | aɣuebunga; duɛbingʌ | ʌgʌřʌ            | a biaska; biʌskʌ | a Lləp; ʌ Lləp; o slʌpki | aslɩɣɩge; ʌ sliyɩgɛ; ʌ sliyigɛ | at gəmuk; atkʌmuk |
| Taulil–Butam               | Taulil                        | 'ulun                           | 'dɔmɔn               | ul-tʌŋʌn                    | 'kɔlmʌřɩn                 | 'bulsun                         | 'lɩgim; lɩkɩn                  | ul-kɛmɛn            | fʌn              | dɛh              | 'suhnʌ 'kunʌ             | pʰʌlkⁿeⁱn; pʰʌlɩn              | susun             |
| aislada                    | Kuot                          | bukom                           | kapuruma             | kikinəm                     | irəma                     | akabunima; ŋof                  | laukima                        | məlobiem            |                  | oləbuan          | muanəm                   | kumalip; neip; pəppək          | sisima            |
| Bougainville septentrional | Rotokas                       | uvu                             | orui                 | uvareoua                    | osireito                  | iruvaoto                        | reuri                          | arevuoto            | kokotoa          | revasiva         | kerua                    | areiua; kakauoa; gago          | rorooua           |
| Bougainville meridional    | proto-Bougainville meridional | *bore                           |                      | *rome                       | *rutɔ                     | *keni                           |                                | *meneŋ              |                  | *ereŋ            | *kōna                    |                                |                   |
| Salomón central            | Mbilua (Ndovele)              | lezu                            | tou                  | taliŋa                      | vilu                      | ŋgame                           | taka                           | leño                | kiti             | ndara            | piza                     | tupu                           | susu              |
| Salomón central            | Mbaniata (Lokuru)             | uɔ                              | zufu                 | ōŋgoto                      | mberɔ                     | emɔ                             | nāne                           | ānl                 | ɔe               | vo               | minu                     | zuɔna                          | susu              |
| Salomón central            | Lavukaleve                    | vatu                            | memea                | hovul                       | lemi                      | sisi                            | neo                            | let                 | tau furime       | ravu             | sosokio                  | keut                           | ɔfu               |
| Salomón central            | Savosavo                      | batu                            | luta; sivuɰa         | tagalu                      | nito                      | ɲoko                            | nale                           | lapi                |                  | ɰabu             | tovolo                   | korakora                       | susu              |
| aislada                    | Yélî Dnye                     | ny:oo                           | gh:aa                | ngweńe                      | ngwolo                    | ń:uu                            | nyóó                           | dêê                 | yi               | wêê              | dînê                     | too                            | ngmo              |

| familia                    | idioma                        | piojo               | perro          | puerco                | ave                       | huevo                 | árbol           | sol                      | luna                      | agua                   | fuego            | piedra                | camino               |
| -------------------------- | ----------------------------- | ------------------- | -------------- | --------------------- | ------------------------- | --------------------- | --------------- | ------------------------ | ------------------------- | ---------------------- | ---------------- | --------------------- | -------------------- |
| aislada                    | Ata                           | meni                | a'aa           | memee                 | ngiala                    | atolu                 | aiinu; ovu      | aso                      | so'io                     | lexa                   | navu             | lavo'o                | vote'i               |
| aislada                    | Anem                          | seim                | kaua           |                       | êknîn                     | nil                   | aŋ              | ado                      | klîŋ                      | komu                   | kmî              | pa                    | iuŋ                  |
| aislada                    | Kol                           | 'tare; ta̠řɛ         | ku'ɒ:; kwa     | bu                    | 'ule; ulɛ                 | 'kondola; kondo̠la     | 'ti:nel; ti̠nɛl  | 'karege; kařɛ̠qɛ          | 'igu; i̠qu                 | 'gonu; qu̠nu            | ku'oŋ; kuɔŋ      | 'lela; lɛla           | kɛrɛa; 'keria        |
| aislada                    | Sulka                         |                     |                |                       | ngaining                  |                       | ho              |                          |                           | yi                     |                  |                       | ngaelot, ngaelaut    |
| Baining                    | Mali (Arambum)                | it                  | imga           | ƀɛmgaʰ                | i sʌmga                   | la                    | ŋumuŋ           | ʷunɛŋga                  | 'aǥɔngi                   | řiŋgi                  | mudʌmbʌs         | diǥa                  | iskaʰ                |
| Baining                    | Qaget                         | ᶩaⁱt; ʌ ɛɛtki       | daŋka; ʌ dʌŋgʌ | ƀiləmgʌ; ƀlam         | waⁱṱki; ʌ wʌitka          | luaǥa; ʌ luʌg̶ʌ        | mʌŋkʰa; munkʌ   | ʌ niřag̶a; niřaǥa; nɩlaǥa | yaǥunki; ʌ yɔg̶ungi        | ǥřapki; ʌ kʌinʌg̶i      | altiŋki; ʌltiŋgi | ʌ dulkʌ; dulka        | aiskʌ; aⁱska         |
| Baining                    | Ura                           | məaᶥt; məaⁱt; ɩr̰aɩt | imga; mɛmgʌ    | ƀɩɛmgʌ; ƀiɛmgʌ; wemga | ɛɛ'sumgʌ; ɛɛsumgʌ; isʌmga | duřaiṱ; duřaᶥt̯; luaɣa | ʌ muŋgʌ; ŋʌmuga | ɣunʌga; wunʌgʌ           | yaǥunǥɩ; yaɣungi; yʌǥungi | mʌřiŋgi; mʌřɩŋgɩ; rigi | mundʌbʌs; mundʌm | duɩɣa; mʌ duɩ; mʌ dui | iska; mʌiskʌ; mʌɩskʌ |
| Taulil–Butam               | Taulil                        | huᵗ                 | luf            | bui                   | sɩgʌʔ                     | 'kʰɔřɔl               | waⁱ             | wʌsuʔ                    | 'kɛᵐbɛn                   | 'mʌlum                 | yʌf              | fʌᵗ                   | ŋas                  |
| aislada                    | Kuot                          | ineima              | kapuna         |                       | amani; kobeŋ              | dəkər; səgər          |                 | panbinim                 | uləŋ                      | burunəm; danuot        | kit              | adəs                  | alaŋ                 |
| Bougainville septentrional | Rotokas                       | iirui               | kaakau; kevira | koie; koue            | kokioto                   | takura                | evaova          | ravireo                  | kekira                    | uukoa                  | tuitui           | aveke                 | raiva                |
| Bougainville meridional    | proto-Bougainville meridional |                     | *masika        |                       | *bɔrege                   |                       | *koi            | *rua                     |                           | *doŋ                   |                  |                       |                      |
| Salomón central            | Mbilua (Ndovele)              | sipi; tiŋgau        | siele          |                       | mbiaŋambiaŋa              | tɔruru                |                 |                          | kamboso                   | nĵu                    | uza              | lando                 | keve                 |
| Salomón central            | Mbaniata (Lokuru)             | lisa; vutu          | sie            |                       | mānozo                    | āndena                |                 |                          | īndi                      | fiɔ                    | hirɔ             | hɛŋga                 | e                    |
| Salomón central            | Lavukaleve                    | kea; lai            | mitakeu        |                       | malaɣul                   | keruv                 |                 |                          | kua                       | lafi                   | lake             | mbeko; veko           | lake                 |
| Salomón central            | Savosavo                      | dole                | misu           |                       | kosu                      | kolei; si             |                 |                          | kuɰe                      | piva                   | keda             | kato                  | keva                 |
| aislada                    | Yélî Dnye                     | y:emê wee           | w:ââ           | mbwêmê                | ńmê; ńmo                  | w:uu                  | yi              | kââdî                    | d:ââ                      | mbwaa; tolo            | ndê; ndyuw:e     | chêêpî                | maa                  |

| familia                    | idioma                        | hombre           | mujer                  | nombre                          | to comer               | uno                 | dos                  |
| -------------------------- | ----------------------------- | ---------------- | ---------------------- | ------------------------------- | ---------------------- | ------------------- | -------------------- |
| aislada                    | Ata                           | aliko            | sema                   | uala                            | ’ie                    | vile                | tamei                |
| aislada                    | Anem                          | axaŋ             | dobalîŋ                | eŋi                             |                        | mîdê                | niak                 |
| aislada                    | Kol                           | mo; tɒ: 'ti:niŋ  | daiƀɛ; ra:l            | 'ole                            | mo raŋ kal oŋ; tam·a   | 'pusuɒ; titus       | tɛřɛŋ; te'tepe       |
| aislada                    | Sulka                         | mhel 'person'    |                        |                                 |                        |                     |                      |
| Baining                    | Mali (Arambum)                | umʌska           | aƀopᵊkin               | ŋʌrɩpkiʰ                        | katɨs                  | sɛgɨkʰ              | udion                |
| Baining                    | Qaget                         | ǥʷatka; ʌ g̶wʌtkʌ | nanki; ʌ nʌngi         | dʸiʌringi namgi; řɨnki          | ka tɨs; kʌ tᵊs         | ǥʷanaska; og̶unʌskʌ  | ǥʷanasⁱam; og̶unʌsiʌm |
| Baining                    | Ura                           | gamoɛɣa; gʌmuɛgʌ | ɛwəpkɩ; ɛwəpki; Ewopki | diŋyiřipki; diŋyɩrɩpkɩ; ŋʌr̰iþki | ɣat tʌs; ka ts; kʌ tᵊs | sɩgʌk; sʌgʌk; sigʌk | undiom; undɩom       |
| Taulil–Butam               | Taulil                        | bʌᵏ; taⁱ         | lʌᵘ                    | 'wɔᵘsɩn                         | ŋʌnɩʔ; nʌm             | ikʌᵘ; kaᵘkʌʔ        | 'daU; iⁿdʌᵘ          |
| aislada                    | Kuot                          | mikana; teima    | makabun                | bonim                           | o; parak               | namurit             | narain               |
| Bougainville septentrional | Rotokas                       | rare pie         | avuo                   | vaisia                          | aio                    | katai               | erao                 |
| Bougainville meridional    | proto-Bougainville meridional | *nugaŋ           |                        | *mīŋ                            | *nai                   |                     |                      |
| Salomón central            | Mbilua (Ndovele)              | mamba            | reko                   | ŋi                              | vuato                  | mandeu              | omuŋga               |
| Salomón central            | Mbaniata (Lokuru)             | finɔzɔ           | ŋgohe                  | nini                            | azafe                  | āroŋo; thufi        | ēri                  |
| Salomón central            | Lavukaleve                    | ali              | aira                   | laŋi                            | eu; eui; oune          | dom; tetelom        | lelal; lemal         |
| Salomón central            | Savosavo                      | tada             | adaki                  | nini                            | l-ou; samu             | ela; pade           | edo                  |
| aislada                    | Yélî Dnye                     | pi               | kumbwada; pyââ         | pi                              | ma                     | ngmidi              | miyó                 |